# Julius Klanfer
Julius Klanfer (* 25. Mai 1909 in Wien, Österreich-Ungarn; † 16. Juli 1967 in Avignon, Frankreich) war ein österreichischer Sozialwissenschaftler und Journalist.

## Leben
Julius Klanfer war der Sohn des in Galizien geborenen Schloma Klanfer, Kolporteur, und seiner Frau Cirel, geb. Horn. Er hatte einen Bruder, Karl und eine Schwester namens Laura. Er war früh in der Sozialdemokratischen Partei tätig, so beim Verband Sozialistischer Mittelschüler. Er studierte in Wien Philosophie. 1933 wurde er Mitglied der Vereinigung sozialistischer Schriftsteller. Er promovierte 1934 zum Dr. Phil. mit einer Dissertation zur Theorie der Heraldischen Zeichen. Anschließend studierte er weiter Soziologie und Psychologie. 1935 war er neben Maria Jahoda wissenschaftlicher Mitarbeiter der Wirtschaftspsychologischen Forschungsstelle, einem An-Institut der Universität Wien.
Nach 1934 war er bei den Revolutionären Sozialisten. Von Juli 1936 bis September 1937 war er in Frankreich. 1938 flüchtete er nach Frankreich und wurde von Flüchtlingsorganisationen unterstützt. Bei Kriegsausbruch im September 1939 wurde er von den französischen Behörden interniert und bis Frühjahr 1940 angehalten, so im Stade de Colombe.
Nach Ende des Zweiten Weltkriegs wurde Julius Klanfer Journalist und Korrespondent vom Wiener Montag in Paris. Weiters war er Redakteur der Agence France-Presse und ab 1948 Korrespondent der Arbeiter-Zeitung. Von 1956 bis 1966 war er als Marktforscher und Mitarbeiter des Presse- und Informationsdienstes der EWG.
1966 kehrte er nach Wien zurück und wurde Direktor des Wiener Instituts für Entwicklungsfragen. Er starb unerwartet während einer Urlaubsreise in Südfrankreich.
Julius Klanfers unveröffentlichten Roman Der Bilderstürmer und rund 40 Gedichte liegen im Archiv des DÖW.

## Werke
- Die soziale Ausschliessung : Armut in reichen Ländern, Wien 1969